# Colonia Tabacalera

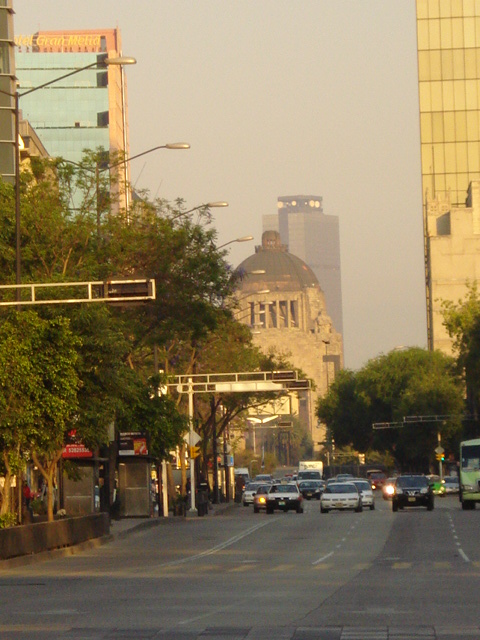
La Avenida Juárez Mirando en dirección al Monumento a la Revolución

La Colonia Tabacalera es una colonia en la alcaldía Cuauhtémoc de la Ciudad de México, en la frontera occidental del centro histórico de la ciudad. Fue establecida en el siglo XIX tardío junto con otras colonias cercanas como San Rafael y Santa María la Ribera. Desde inicios del siglo XX se convirtió en una mezcla de mansiones y edificios de departamentos, con construcciones importantes como lo que es ahora el Monumento a la Revolución y el rascacielos El Moro, que fue construido en la primera mitad del siglo XX. Hacia la década de 1950, la zona tuvo la reputación de ser un barrio bohemio, pues allí vivían escritores, artistas y exiliados. Entre ellos se encontraban Ernesto "Che" Guevara y Fidel Castro quienes se conocieron y comenzaron a planear la Revolución cubana en esta zona. Hoy, la colonia presenta varios problemas como la prostitución, delito, comercio informal y alto tráfico vehicular. Aun así, la zona conserva varias de las cantinas tradicionales mexicanas que proliferaban en su época esplendor.

## Descripción
La colonia se extiende a lo largo de 28 cuadras y contiene 19 calles que cubren una superficie total de 1.75 km². La población aproximada es de 3 500 personas, más otras 10 500 que llegan a trabajar. Las fronteras de la colonia están delimitadas por Avenida Hidalgo, Avenida México - Tenochtitlan, Avenida Insurgentes y Paseo de la Reforma. Las colonias aledañas son la Colonia Buenavista y Colonia Guerrero al norte, Colonia Juárez al sur, el centro histórico al este y la Colonia San Rafael al oeste. Existe la creencia errónea de que la cuadra inmediatamente al norte de la Avenida México - Tenochtitlan también pertenece a esta colonia, pero los registros públicos muestran que esto nunca ha sido cierto. En esta colonia están las estaciones de metro de Hidalgo y Revolución y algunas de sus calles más importantes son Basilio Badillo, Sombrereros y Humboldt.
Desde la década de 1950, la colonia ha evolucionado de ser una zona residencial a una con edificios de oficinas, varios de los cuales pertenecen a instituciones de gobierno y sindicales. La colonia también alberga a varios periódicos, especialmente a lo largo de la frontera con el centro histórico. Esta es una de las razones por las cuales el tránsito y estacionamiento son difíciles durante los días laborables. Debido a que los periódicos operan desde muy temprano en la mañana, y a que las cantinas y la prostitución funcionan hasta entrada la noche, se considera que la colonia es una "que nunca duerme". La tradición de las cantinas data de la época bohemia de la colonia entre las décadas de 1930 y 1950. Las cantinas más populares se encuentran en la calle Ignacio Mariscal: Barra Oxford, La Gruta de San Fernando y el Salón Palacio.
Las escuelas de la colonia son La Escuela Primaria Carlos Pellicer Cámara (privada), CENDI ISSSTE 1 Celia Garibay de Ruiz (pública), CENDI Parte Nani S.C. (pública), CENDI Lotería Nacional (pública), el Centro de Asesoría Preparatoria Abierta José Martí Instituto Vocacional (pública) y Pensiones (pública).
La colonia ha presentado serios deterioros desde su fundación. Se ha culpado de este deterioro a la llegada de los edificios de oficinas a mediados del siglo XX.  El área alrededor de las calles Puente de Alvardo, Plaza de la República, Ramos Arizpe y José María Iglesias se considera como un lugar con alto índice de criminalidad. Cada año en diciembre, las calles alrededor del Monumento a la Revolución se llenan de vendedores ambulantes que venden juguetes para la Epifanía, ocasión importante para repartir regalos, especialmente juguetes para niños. Este mercado callejero anual provoca alto tráfico vehicular y crea problemas para los peatones y vecinos de la colonia. La densidad vehicular puede ser tal que se necesita una hora para avanzar cinco cuadras. Otros problemas son la presencia de vendedores que usan ilegalmente las líneas eléctricas, la cantidad de basura que no se recoge y los llamados “franeleros,” personas que controlan espacios públicos de estacionamiento público a cambio de una propina.

## Lugares principales
Entre los lugares públicos más importantes están el Monumento a la Revolución, el Frontón México, el Museo Nacional de San Carlos, la sede de la Lotería Nacional y el edificio del Senado de la República.
| Nombre                                              | Imagen | Descripción |
| --------------------------------------------------- | ------ | --- |
| Monumento a la Revolución                           |        | El Monumento a la Revolución está localizado en la Plaza de la república, la cual es la segunda plaza pública más grande en la Ciudad de México después del Zócalo.. El monumento es esencialmente la cúpula de lo que originalmente iba a ser un edificio para la legislatura del país, el cual fue comisionado al arquitecto Émile Bernard por Porfirio Díaz, pero su construcción fue interrumpida en 1910 por la Revolución Mexicana. Dieciocho años más tarde, Carlos Obregón Santacilia convirtió la estructura olvidada en el Monumento a la Revolución. Hoy, el Monumento sirve como mausoleo y museo. En él descansan los restos de algunos de los protagonistas principales de la Revolución mexicana: Francisco I. Madero, Venustiano Carranza, Francisco Villa, Plutarco Elías Calles y Lázaro Cárdenas. |
| Museo Nacional de la Revolución                     |        | Se localiza en los cimientos del monumento a la Revolución y fue fundado en 1986. Su colección incluye fotografías, banderas, armas, documentos, recreación de habitaciones y otros espacios y objetos utilitarios y decorativos del aquel periodo. En 2010, el Monumento y su museo cerraron por renovaciones y expansión para la celebración del centenario de la Revolución Mexicana. Originalmente, la colección del museo solo cubría los años de la Revolución mexicana pero ahora cubre el periodo de la Constitución de 1857 a 1940, el fin de la administración de Lázaro Cárdenas. El museo ahora muestra tanto las tragedias humanas como la gloria de la época: La Revolución fue responsable de más de un millón de muertes.                                                                            |
| Museo Nacional de San Carlos                        |        | Se ubica en la Avenida México - Tenochtitlan 50, en el antiguo Palacio del Conde de Buenavista. Es un museo de arte dedicado a difundir y preservar una colección de arte europeo de los siglos XIV al XX conformada desde el siglo XVIII por el establecimiento de la Real Academia de las Tres Nobles Artes de San Carlos de la Nueva España —hoy Academia de San Carlos— diversos fondos, compras y colecciones privadas así como la producción de los alumnos de dicha academia. |
| Edificio El Moro                                    |        | Se trata de uno de los primeros rascacielos de la Ciudad de México, fue construido para alojar a la Lotería Nacional y su altura es de 107 metros. Todavía es considerado uno de los edificios más seguros en la ciudad ya que fue construido con refuerzos contra terremotos. El edificio fue inaugurado en 1945. Los orígenes de la lotería nacional de México datan de la temprana época colonial cuando el virrey Marqués de Croix instituyó una basado en las loterías europeas de la época. Se instituyó como la "Real Lotería General de Nueva España” en 1770 y sus ingresos fueron destinados a varias instituciones de caridade como el Hospicio de Pobres. |
| Frontón México                                      |        | El edificio del Frontón México fue construido en 1929 en estilo art deco. Fue uno de pocos lugares en la ciudad para practicar jai alai. Debido a presiones económicas, el edificio intentó diversificarse para acomodar eventos artísticos y culturales en 1992 pero para 1996 había cerrado. Después de dos décadas de huelga, finalmente el 10 de marzo de 2017 el Frontón abrió sus puertas al público en una ceremonia encabezada por el jefe de gobierno de la ciudad Miguel Ángel Mancera en el edificio se acondicionó también un casino y un escenario movible para ofrecer diferentes espectáculos. |
| Edificio de la Alianza de Ferrocarrileros Mexicanos |        | Se ubica en la calle Ponciano Arriaga 20. Fue proyectado en 1926 por el arquitecto Vicente Mendiola, en colaboración con Carlos Greenham y Luis Alvarado para funcionar como sede del Sindicato de Trabajadores Ferrocarrileros de la República Mexicana. Se considera uno de los primeros edificios construidos en la ciudad con elementos decorativos propios del estilo art déco |
| Otros lugares de interés                            |        | - Casa de Guillermo Landa y Escandón en la esquina de Antonio Caso y Vallarta - Edificio de teléfonos de México en la calle Madrid 4 |

Cerca del monumento a la Revolución hay una zona hotelera con una plaza en el centro. Esta zona fue pensada para los turistas y visitantes empresariales extranjeros durante más de 30 años, ya que está cerca de la estación de trenes y varios autobuses. La zona se ha deteriorado y la mayoría de estos hoteles ahora existen como “hoteles de paso” para estancias cortas, a menudo con prostitutas. La plaza en el centro se llama Plaza Juan Antonio Mella y tiene un busto de Ernesto “Che” Guevara, conmemorando el tiempo que el revolucionario cubano vivió en el área. Esta plaza también se ha deteriorado y alberga a personas sin hogar, adictos a diversas sustancias, basura y maleza vegetal.

## Historia

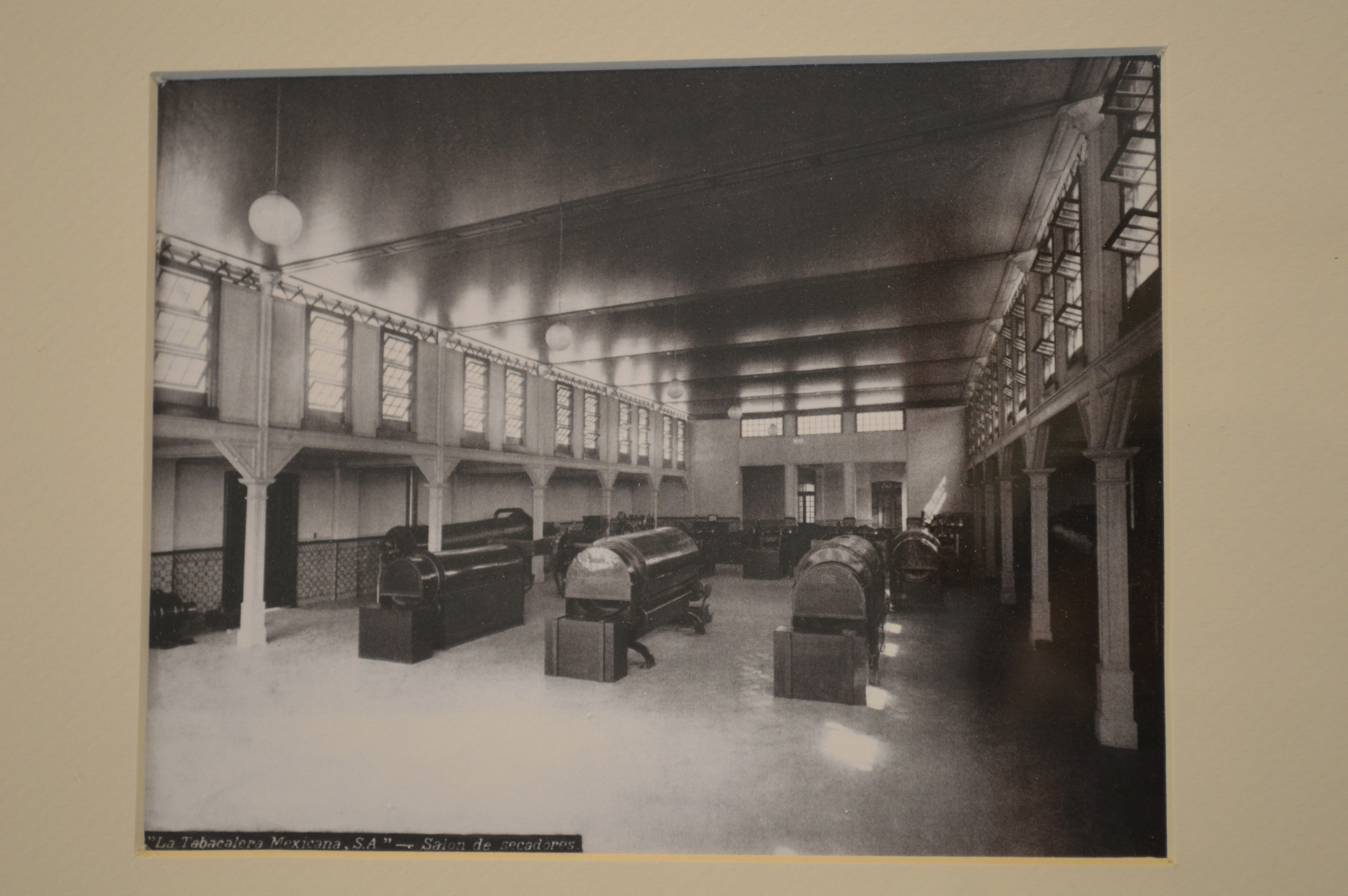
Fotografía de Guillermo Kahlo de la antigua fábrica de cigarros Tabacalera, 1907

Desde inicios de la época colonial, esta área estaba fuera de la Ciudad de México y estaba llena de granjas y haciendas cerca del Lago de Texcoco. Más tarde, la mayoría del área perteneció a los Condes de Buenavista, cuya casa de campo todavía existe en la calle Puente de Alvarado como el Museo de San Carlos. La colonia moderna fue fundada como una mezcla de mansiones y complejos habitacionales similares a las colonias vecinas de Santa María Ribera y San Rafael.

### Baile de los cuarenta y uno
Sobre la 4.ª Calle de la Paz, hoy Ezequiel Montes, tuvo lugar una de las primeras redadas contra los homosexuales de la ciudad en 1901, en la cual 41 hombres fueron detenidos. Uno de estos hombres era el yerno del entonces presidente Porfirio Díaz, Ignacio de la Torre y Mier, pero su caso fue abandonado. Este acontecimiento ha asociado el número 41 con la homosexualidad en México, lo cual ha causado que dicho número no sea utilizado en designaciones policiacas y militares.

### SigloXX
Entre las décadas de 1930 y 1950, la colonia adquirió una reputación de zona bohemia, pues en ella vivían escritores y artistas como Juan Rulfo, Ricardo Bell, Nellie Campobello y Pablo Neruda, en la época en la que estaba llena de cantinas tradicionales. Fue también el hogar de exiliados cubanos como Julio Antonio Mella y Fidel Castro. El revolucionario argentino Ernesto “Che” Guevara también vivió aquí como un exiliado, trabajando en el Hospital General en la Colonia Doctores. En el número 49 de la calle José de Emparán en el apartamento C, la casa de la cubana exiliada María Antonia González, Fidel Castro conoció a Che Guevara en julio de 1955. Esto comenzó una colaboración que culminaría en la Revolución cubana.
Al mismo tiempo, los grandes proyectos de construcción cambiaron la colonia y esto llevaría a su declive. La avenida Paseo de la Reforma fue expandida eliminando calles más pequeñas. La estatua ecuestre de Carlos IV se movió de la colonia a la Plaza Tolsá en el centro histórico. El tranvía de La Rosa de la década de 1920, que recorría la Avenida de las Artes (hoy Antonio Caso) también cesó sus operaciones. Un número de edificios que daban hacia Paseo de la Reforma también desaparecieron. Muchas de las zonas residenciales fueron reemplazadas con edificios como el de la Procuraduría General de la República y la sede de varios sindicatos. Poco después aparecieron los desahuciados y las prostitutas.
La colonia celebró su primer centenario en 1999 con los desfiles de coches antiguos de las décadas de 1930 al 1960 y una feria de arte. También hubo conferencias y otros eventos académicos sobre la historia del área.
En 2008, la ciudad aprobó un cambio de zonificación que ahora permite la construcción de rascacielos de hasta 20 pisos en la colonia.